# Stazione di Chidorichō (Tokyo)
La stazione di Chidorichō (千鳥町駅?, Chidorichō-eki) è una stazione ferroviaria di Tokyo che si trova a Ōta ed è servita dalla linea ● Ikegami delle Ferrovie Tōkyū.

## Linee
Tōkyū Corporation
● Linea Tōkyū Ikegami

## Struttura
La stazione, è costituita da due binari passanti con due marciapiedi laterali, con accessi separati in base alla direzione.
| 1 | ● Linea Tōkyū Ikegami |  | per Ikegami e Kamata    |
| 2 | ● Linea Tōkyū Ikegami |  | per Hatanodai e Gotanda |

## Stazioni adiacenti
| «                   | Servizio            | »                   |
| Linea Tōkyū Ikegami | Linea Tōkyū Ikegami | Linea Tōkyū Ikegami |
| ------------------- | ------------------- | ------------------- |
| Kugahara            | Locale              | Ikegami             |